# Viola philippiana
Viola philippiana är en violväxtart som beskrevs av Edward Lee Greene. Viola philippiana ingår i släktet violer, och familjen violväxter. Inga underarter finns listade i Catalogue of Life.